# Kurisima Akari
Kurisima Akari (栗島 朱里) (Szajama, 1994. szeptember 14. –) japán válogatott labdarúgó.

## Klub
A labdarúgást az Urawa Red Diamonds csapatában kezdte.

## Nemzeti válogatott
2019-ben debütált a japán válogatottban.

## Statisztika
| Japán válogatott | Japán válogatott | Japán válogatott |
| Időszak          | Mérk.            | gól              |
| ---------------- | ---------------- | ---------------- |
| 2019             | 1                | 0                |
| Összesen         | 1                | 0                |